# Mason Pearson

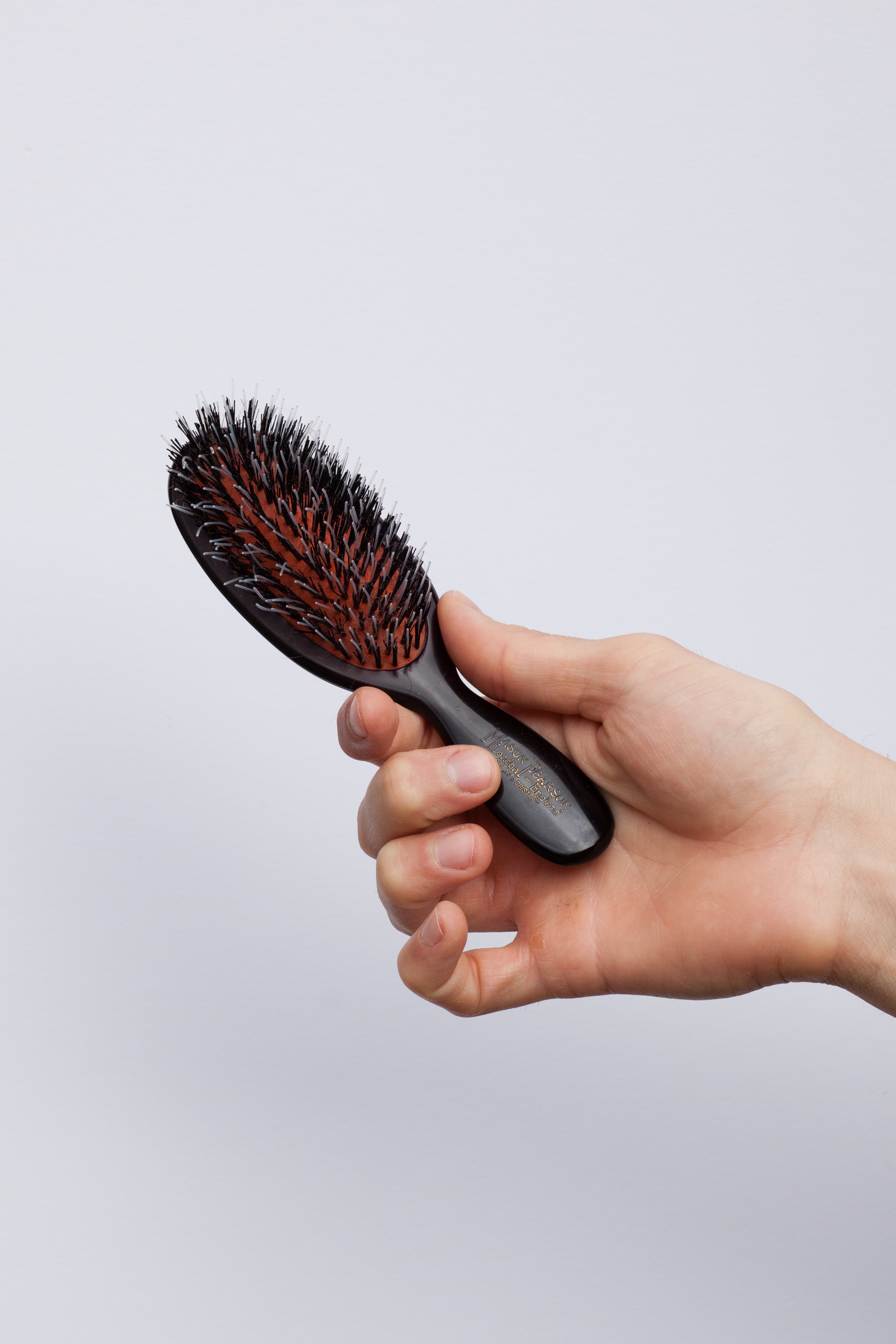
Haarbürstenmodell von Mason Pearson

Mason Pearson ist ein im Jahr 1885 gegründetes britisches Unternehmen mit Sitz in London, das sich auf die Herstellung von Haarbürsten spezialisiert hat.
Die Modelle des Hauses werden heute zu den „besten Haarbürsten der Welt“ gerechnet.

## Geschichte
Mitte der 1860er Jahre ging Mason Pearson, der Gründer des Haues, aus der Grafschaft Yorkshire im Norden Englands nach London, um bei den British Steam Brush Works im Londoner East End zu arbeiten. Im Jahr 1885 erfand er dann die „pneumatische“ Haarbürste mit Gummikissen, die zum Hauptprodukt des Unternehmens wurde und bis heute in kaum veränderter Form verkauft wird. Die Haarbürsten von Mason Pearson werden weltweit verkauft. Das Familienunternehmen wird immer noch von Generation zu Generation weitergegeben und wird heute von der Familie Pearson in London geführt.